# Nikola Duric

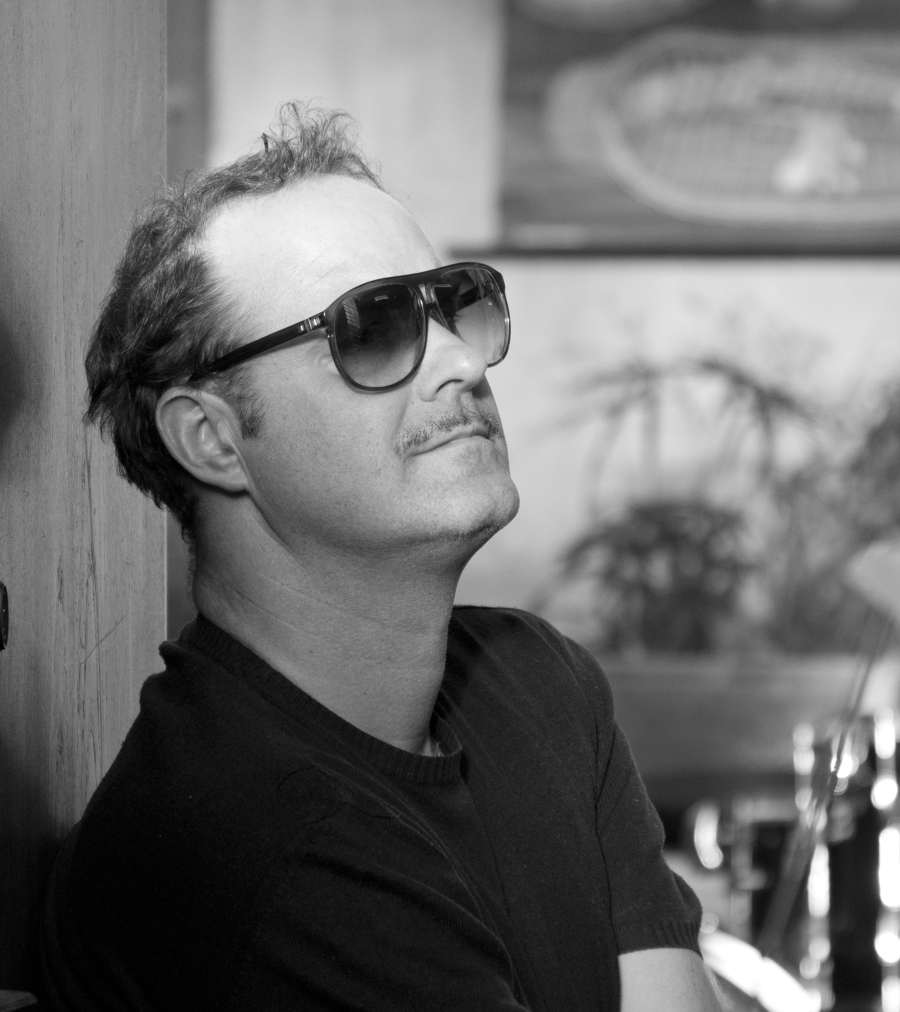
Nikola Duric (2018)

Nikola Duric (* 1971) ist ein kroatisch-deutscher Theatermacher, Autor und Performancekünstler.

## Leben
Er studierte an Andrzej Wirths Institut für Angewandte Theaterwissenschaft an der Justus-Liebig-Universität Gießen Drama, Theater und Medien und ist Mitbegründer des ebenda gegründeten Performancekollektivs Showcase Beat Le Mot.
Als Gastdramaturg berät er die migrantisch geprägte Theatergruppe Hajusom und ist Ko-Kurator des Hamburger KRASS-Festivals, das jährlich in der Hamburger Kulturfabrik Kampnagel veranstaltet wird. Zusammen mit Leuten aus der bundesweit agierenden Kanak-Attak-Bewegung produzierte er mehrere Shows und Revuen, die in den frühen 2000er-Jahren u. a. an der Volksbühne am Rosa-Luxemburg-Platz und am Stuttgarter Schauspielhaus aufgeführt wurden.
Daneben betätigt er sich als Autor, Hörspielsprecher, leitet Theater-Workshops und arbeitet als DJ.
Als Teil der Musikgruppe B Recordings veröffentlichte er Tonträger bei den Plattenfirmen Payola und Cheap Records im Bereich elektronische Musik.
Im Theaterproben-Film Ensemble von Eva Könnemann aus dem Jahr 2010 spielte er die Rolle des Regisseurs.
2013 baute er mit seinen Kollegen von Showcase Beat Le Mot am Berliner Holzmarkt den sogenannten Ding Dong Dom – ein nicht-stationäres Theater – in dem die Gruppe unter anderem Performances aus ihrer Nazisupermenschen-Reihe uraufführte.

## Theaterstücke und Performances (Auswahl)
- Walden mit SCBLM, Konzerttheater Bern, 2019
- Dead Season mit Monika Werkstatt und SCBLM, HAU Berlin, 2019
- Der Teufel mit den drei goldenen Haaren mit SCBLM, Theater Freiburg, 2018
- SCBLM zeigen Gefühle, noting but, FFT Düsseldorf, Kampnagel Hamburg, 2015–2016
- Nazisupermenschen sind Euch allen überlegen, The Horror of the Ordinary, mit SCBLM, 2014–2018
- Animal Farm mit SCBLM, Theater an der Parkaue Berlin, 2014
- Ghetto Blaster mit Branko Simic, Kampnagel Hamburg, 2012
- Alles mit SCBLM, HAU, Berlin 2011
- 1534 (Showcase Beat Le Mot) – 2009
- Back Up Story (mit Hajusom) – 2008
- Toranj loše glazbe (Teatar &TD Zagreb) – 2008
- Ragga Hotzenplotz (mit Showcase Beat Le Mot) – 2007
- Europiraten (mit SCBLM) – 2006
- Holiday Inn (mit Hajusom) – 2005
- alarm Hamburg Shanghai (mit SCBLM) – 2005
- Gommune (mit SCBLM) – 2004

## Diskografie
- B Recordings: „Shine“ + RMX Move D / Pulsinger / Stella (Payola / Hausmusik / EFA) 12’’ 2001
- B Recordings: „Shine“ (Payola / Hausmusik / EFA) CD 2001
- B Recordings: „Instant“ (Cheap Records / Neuton) 2 × 10’’ 1998
- B Recordings: „Mount Mitchum“ (Payola / Hausmusik / EFA) 12’’ 1998

## Filmografie
- Ensemble[3] (2010) – Film von Eva Könnemann

## Bibliografie
- „Die Übernahme des Theaters findet statt“ mit Thomas Lemke, in:Kursbuch Jugendkultur, Hrsg. SpoKK, Bollmann Verlag, 1997
- „Kanak Economy Class“, in: Jugend Medien Popkultur, Hrsg. SpoKK, Archiv der Jugendkulturen, 2003
- „Anwendung des Theatervorhangs bei Showcase Beat Le Mot“,in: Szenen des Vorhangs, Hrsg.: Gabriele Brandstetter und Sibylle Peters. Freiburg, 2008
- „Kunst kommt von Jenseits von Kunst“, in: Masters of Paradise; Hrsg. Ella Huck, Dorothea Reinicke, Theater der Zeit, 2014.